# هوسوکاوا فوجیکاتا
هوسوکاوا فوجیکاتا (به ژاپنی: 細川藤賢); سامورایی، و رهبر یک شعبه از خاندان هوسوکاوا اهل ژاپن در اواخر دوره سنگوکو و دوره آزوچی-مومویاما بود. وی ابتدا به شوگون سیزدهم و بعد به شوگون پانزدهم آشیکاگا یوشی‌آکی خدمت می‌کرد.
وی در سن ۷۴ سالگی در کیوتو درگذشت.